# Barrington (Nueva Jersey)
Barrington es un borough ubicado en el condado de Camden en el estado estadounidense de Nueva Jersey. En el año 2010 tenía una población de 6.983 habitantes y una densidad poblacional de 1.662,62 personas por km².

## Geografía
Barrington se encuentra ubicado en las coordenadas 39°52′13″N 75°03′10″O / 39.87028, -75.05278.

## Demografía
Según la Oficina del Censo en 2000 los ingresos medios por hogar en la localidad eran de $45,148 y los ingresos medios por familia eran $59,706. Los hombres tenían unos ingresos medios de $41,211 frente a los $31,927 para las mujeres. La renta per cápita para la localidad era de $24,434. Alrededor del 1.9% de la población estaba por debajo del umbral de pobreza.